# Salar Jung I.

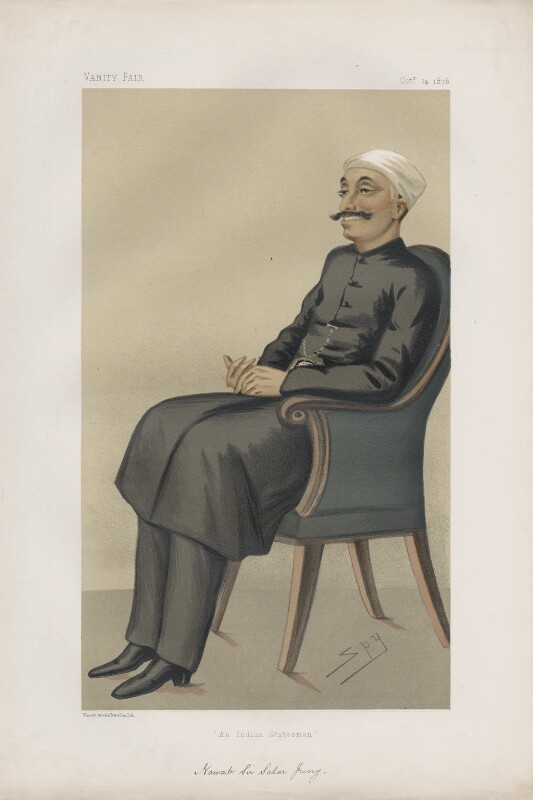
Karikatur von Salar Jung in der Zeitschrift Vanity Fair (1876)

Mir Turab Ali Khan, mit vollem Titel genannt Nawab Sir Salar Jung I. Bahadur, Muktiar-ul-Mulk, Suja ud-Daula, GCSI (* 2. Januar 1829 in Bijapur; † 8. Februar 1883) war ab Mai 1853 Diwan des indischen Fürstenstaats Hyderabad (= Haiderabad) und von 28. Februar 1869 bis 5. Februar 1883, zusammen mit Shams ul-Umara, Regent für den minderjährigen Nizam Asaf Jah VI. Während seiner Amtszeit veranlasste er gegen den Widerstand der herrschenden muslimischen Oberklasse den Übergang von einer vollkommen orientalisch-despotischen Verwaltung zu einer autokratisch-feudalen Verwaltung mit halbwegs geordneten Finanzen.

## Herkunft

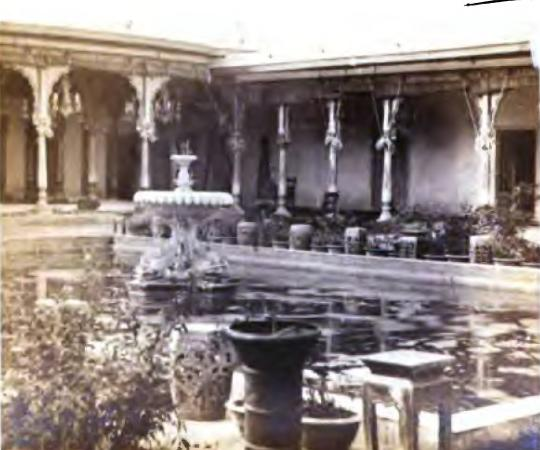
Innenhof der Residenz Salar Jung I. (1862)

Salar Jung stammte aus einer mit dem Herrscherhaus versippten Familie. Der Tradition nach stammte der Klan aus der Gegend zwischen Damaskus und Jerusalem. Er führte seinen Stammbaum 33 Generationen auf den Scheich Ovais Karani, einen Zeitgenossen Mohammeds, aus Medina zurück. Zehn Generationen später gelangte ein gleichnamiger schiitischer Nachfahr nach Indien unter Ali Adil Shah (reg. 1656–72) und ließ sich nahe Bijapur nieder. Dessen Urenkel Muhammed Taki diente unter Aurangzeb und seinen Nachfolgern, vom Statthalter Asaf Jah I. wurde er zum Garnisonskommandanten ernannt. Die Stellung wurde mit dem Titel Munir-ul-mulk erblich. Mir Alam war 1795 bis 1797 und 1804 bis 1808 als Diwan oberster Minister, als Munir ul-Mulk II. eine seiner Töchter heiratete. Nach dem Tod des Schwiegervaters wurde er selbst Diwan.
Salars Vater Mohammed Ali Khan starb, als Salar Jung noch ein Kind war. Nachdem auch sein Großvater Munir ul-Mulk II. 1833 gestorben war, stand er unter der Obhut seiner Großmutter und Siraj ul-Mulk. Er erhielt die unter moslemischen Adligen übliche Ausbildung in klassischem Persisch und Arabisch; weitergehende Kenntnisse außer in Buchführung wurden ihm nicht vermittelt. Grundkenntnisse des Englischen begann er im Alter von 19 Jahren zu erwerben. Die Familie lebte in einem Stadtpalais, dem Devan Devdi. In finanziellen Dingen war Salar auch privat erfolgreich.
Seinen ersten Posten im Staatsdienst, den er acht Monate ausübte, erhielt er 20-jährig als Talukdar eines Bezirks in Telangana. Dabei unterstand er dem Engländer Deighton, der einige Jahre darauf die verpfändeten Juwelen des Nizam nach England brachte.
Als Salar Jung 24-jährig sein Amt als Diwan – als Nachfolger seines Onkels Siraj ul-Mulk († 26. April 1853) – antrat, hatte er weder direkten Zugang noch Einfluss auf den alternden Herrscher Asaf Jah IV. (1794–1857), er gewann jedoch die Unterstützung des Residenten Colonel Davidson. Zu dieser Zeit waren die Staatsfinanzen völlig zerrüttet.

## Diwan
Die inhärente Korruption des traditionellen, muslimisch-orientalischen Regierungssystems, mit käuflichen Ämtern und Gerichtsurteilen sowie seinen zahlreichen Mittelsmännern bei der Steuererhebung hatte den Staat an den Rand des Bankrotts gebracht. Als eine der ersten Maßnahmen nach dem Amtsantritt wurde ab 1853 mit fiskalischer Buchführung begonnen. Steuern waren nun in Geld zu zahlen.

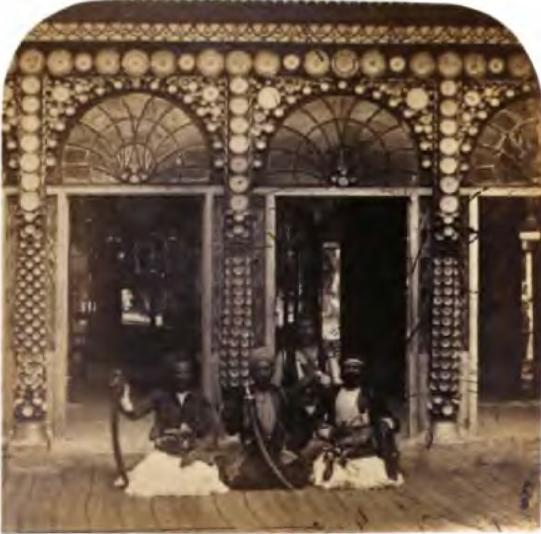
Eingang zur Porzellansammlung in der Residenz von Sala Jung I. Davor vier arabische Leibwächter (1862)

Bewaffnete Räuberbanden auf dem Lande, kleinere Aufstände 1855 arabischer Truppen und zwei Versuche, den Sepoy-Aufstand auch in Hyderabad zu verbreiten, ließ er rücksichtslos niedermachen, wofür Asaf Jah V., GCSI (* 1827), „Our Faithful Ally“ der Briten wurde. Salar Jung erhielt 30.000 Rs. von den Briten. Tatsächlich zeigte der Nizam wenig Interesse an den Staatsgeschäften, so dass ab 1859 das eigentliche Reformwerk begann. Ein Attentat am 15. März 1859 auf den Stufen des Palastes überstand er unverletzt. Die Reformmaßnahmen, die die Oberklasse schlechter stellten, machten ihn unpopulär, er hatte jedoch das Vertrauen des Nizam gewonnen, so dass sein Rücktrittsgesuch 1867 abgelehnt wurde. Ein weiteres Attentat überlebte er am 27. Januar 1868.
In den 30 Jahren bis 1883 gelang es, das dem Staat zur Verfügung stehende Einkommen von 800.000 auf über 31 Mio. HRs zu steigern, obwohl weniger als 60 % des Landes unter fiskalischen Kontrolle des Ministers stand. Eine eigens eingerichtete Landkommission begann ab 1877 Klarheit über bestehende Rechte zu schaffen. Zu den wichtigsten Reformen gehörte die Gründung einer Finanzverwaltung und staatlichen Bank, die die Zahlungen übernahmen, die bisher im Namen des Herrschers von privaten Bankiers (sahukar) ausgeführt wurden. Die neugegründete Polizei und Gerichte sorgten für eine gewisse Rechtssicherheit. Dem Großteil des Volkes auf dem Lande brachten seine Reformen allerdings nichts.
Am Empfang des Prince of Wales in Bombay (7. Mai 1876) nahm er als Regent teil. Am nächsten Tag reiste er mit Sayyed Husain Ali Bilgrami (Imud ul-Mulk) – Privatsekretär und Minister, der später sein Biograph und Berater von Salar Jung III. wurde – sowie 52 Bediensteten, nach England. Inoffizielle politische Gespräche mit seinem Gastgeber, dem Duke of Sutherland, brachten nicht die erwünschte Rückgabe von Berar. Die Universität von Oxford verlieh ihm einen Ehrendoktor (DCL). Königin Victoria gewährte ihm am 3. Juli eine Audienz. 1882 begab er sich nach Shimla, um die Reise des jungen Nizam nach England im nächsten Jahr vorzubereiten.
Er erkrankte als einziger derjenigen, die von einer Konserve mit Austern gegessen hatten und starb bald darauf, was vermuten lässt, er sei vergiftet worden. Als offizielle Todesursache wurde Cholera bekanntgegeben. Beigesetzt, ohne Grabstein, wurde er, wie in seiner Familie üblich, im Daira Mir Mornin von Hyderabad. Sein Sohn und unmittelbarer Amtsnachfolger Salar Jung II. folgte ihm auch dorthin.

## Großgrundbesitz
Der Grundbesitz als jagir über 333 Dörfer im ganzen Land machte den Klan nach dem Herrscher zum zweitgrößten Landbesitzer. Er beherrschte im Jahr 1901 auf 3834 km² 180150 Menschen. Aus den sechs Taluks: Kosgi, Gulbarga, Ajanta (Aurangabad Division), Koppal und Yelbarga (Raichur), Dundgal (Medak), und Raigir (Nalgonda), wurden 82000 HR herausgepresst.

## Kinder
- Mir Liak Ali Khan, Salar Jung II.
- Mir Sãdut Ali Khan
- zwei Töchter